# Einheitsgerätewagen
Die Einheitsgerätewagen, später Einheitshilfsgerätewagen (EHG 388), waren Bahndienstfahrzeuge, die mit Werkzeugen, Einrichtungen, Aggregaten und Aufgleisgeräten zur Beseitigung von Unfallfolgen ausgerüstet waren. Sie wurden in den 1960er Jahren für die Deutsche Bundesbahn gebaut, um die bisherigen Hilfszüge zu ersetzen, und bildeten zusammen mit dem Sanitätswagen den Zweiwagen-Hilfszug. Sie wurden bis in die 2010er Jahre von der Deutschen Bahn eingesetzt und dann durch Modulare Trägerfahrzeuge mit Anwendungsorientierten Containern ersetzt.

## Technik
Die Einheitsgerätewagen wurden aus je zwei Behelfspersonenwagen MCi-43 aufgebaut, deren Untergestelle und Wagenkästen zusammengeschweißt und auf zwei gebrauchte Schwanenhals-Drehgestelle gesetzt wurden. Durch den relativ kurzen Achsstand konnte unter dem Wagenboden ein großer Stauraum geschaffen werden. Dazu musste das Sprengwerk entsprechend angepasst werden. Die Laderäume waren mit seitlichen Klappen verschlossen und die Geräte dahinter ausziehbar angeordnet. Unterhalb des Wagenkastens bei den Drehgestellen war die Aufgleisbrücke in Leichtmetallausführung befestigt.
Für den Ein- und Ausstieg sind in den Stirnwänden nach innen öffnende Schwenktüren eingebaut. Der Wagenkasten ist in zwei Räume unterteilt: den Mannschaftsraum und den Geräteraum. Im Mannschaftsraum befinden sich sechs Sitzplätze, Schränke, ein zweiflammiger Propangasherd, ein Propangasheizofen und zwei Waschbecken. Es gibt eine Verbindungstür zum Geräteraum. Der Geräteraum hat an den Seitenwänden je eine Rolljalousie von 1,2 m und 1,8 m Öffnungsbreite. In letzteren sind schwenkbare Elektroseilzugkrane eingebaut.
Das im Geräteraum angeordnete Dieselaggregat erzeugte eine elektrische Leistung von 10 kVA. Damit wurde die Beleuchtung des Fahrzeugs, die Werkzeugmaschinen im Geräteraum und die Hydraulikpumpe für das Aufgleisgerät angetrieben.

## Ausrüstung

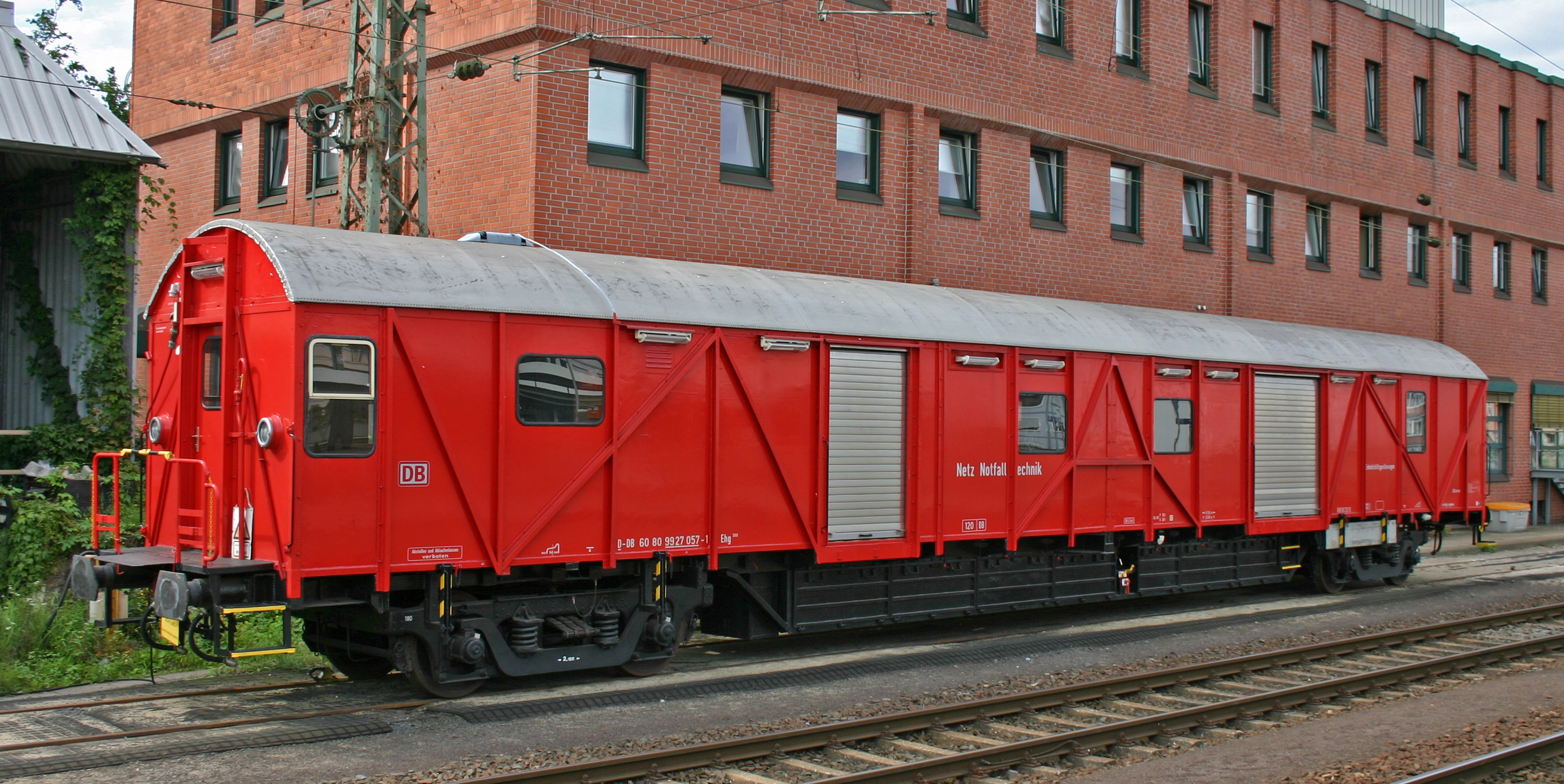
Einheitshilfsgerätewagen

Der Einheitsgerätewagen führte eine umfangreiche Ausrüstung für technische Hilfeleistungen mit. In den Kästen unterhalb des Wagenbodens wurden unter anderem folgende Geräte mitgeführt: Abschleppgerät, Sauerstoff- und Acetylenflaschen, Heber, Hebegürtel, Zuggerät, Winden, Stufen- und Teleskopheber, Aufgleisschuhe, Kasten für Holzkeile, Seile, Kabeltrommeln, Brennstoffkanister und Wälzlager für Verschiebepresse. Im Geräteraum wurden des Weiteren folgende Geräte mitgeführt: Werkbank, großer Rettungskasten, Handpumpe, Holzbohlen, Schläuche, Lichtstative, Leuchtstofflampen und Verteilerkästen, Kettentrommel, Motorpumpe, Pratzenheber, Schaufeln, Kleinkraftspritze, tragbares Stromaggregat, Brechstangen und diverse Handwerkzeuge.